# Francis Bomansaan
Francis Bomansaan M. Afr. (Kaleo, 19 de janeiro de 1962) é um prelado ganês da Igreja Católica, atual bispo de Wa.

## Biografia
Tendo entrado na Sociedade dos Missionários da África em 1983, completou a sua formação religiosa e sacerdotal em vários países. Fez os votos perpétuos em 7 de dezembro de 1990 e recebeu a ordenação presbiteral em 27 de julho de 1991.
Obteve vários diplomas, incluindo os de espiritualidade inaciana, no Centro Jesuíta de Liverpool; em psicoespiritualidade e aconselhamento (MA), em Chicago; em aconselhamento espiritual e vida comunitária, no Instituto de Santo Anselmo, em Londres; e programa de ministério de formação religiosa, em Loreto House, Dublin.
Foi vigário paroquial na Arquidiocese de Mbeya, na Tanzânia (1991-1993), diretor de Animação Profissional e formador em Lublin, na Polônia (1995-1998), diretor vocacional dos Missionários da África em Gana e primeiro assessor do Superior Provincial para Gana e Nigéria (1999-2003). Também foi formador e tesoureiro no St. Edward College em Londres entre 2004 e 2005, quando se torna superior provincial da Província de Gana e Nigéria, cargo que desempenha até 2011. Foi mestre de noviços no Noviciado Internacional de Língua Inglesa, em Zâmbia (2012-2019), chefe do Centro de Reabilitação de Dependências no Quênia (2021-2022). De 2022 até sua elevação ao episcopado, foi vice-superior geral dos Missionários da África.
Em 22 de maio de 2024, o Papa Francisco o nomeou como bispo da Diocese de Wa. Recebeu a ordenação episcopal em 2 de agosto seguinte, no Upper West Sports Stadium de Wa, de Philip Naameh, arcebispo de Tamale, coadjuvado por Paul Bemile, bispo emérito de Wa e por Matthew Kwasi Gyamfi, bispo de Sunyani.